# Krummwisch
Krummwisch er en kommune og en by i det nordlige Tyskland, beliggende i Amt Achterwehr under Kreis Rendsborg-Egernførde. Kreis Rendsborg-Egernførde ligger i den centrale del af delstaten Slesvig-Holsten.

## Geografi
Krummwisch ligger omkring 18 km vest for Kiel mellem Kielerkanalen og Bundesautobahn 210 mod Rendsborg.

### Ejderkanalen
I kommunen ligger ca. 1,5 km af Ejderkanalen, der i slutningen af det 18. århundrede blev bygget som en forløber for Kielerkanalen. Königsförder Sluse er en af seks kammersluser der skulle udligne højdeforskellen. Slusen og en vippebro af træ, samme sted, blev i 1987/88 restaureret.